# Xestia tenuis
Xestia tenuis là một loài bướm đêm trong họ Noctuidae.